# 熱海高原ロープウェイ

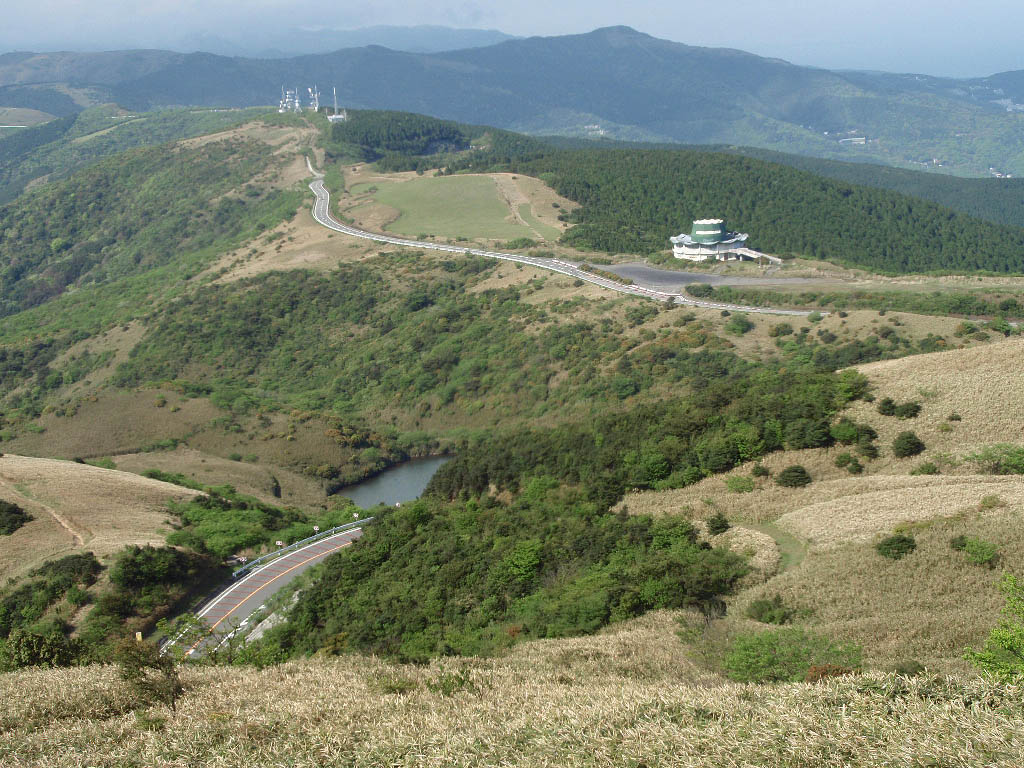
玄岳山頂付近から旧玄岳駅を望む

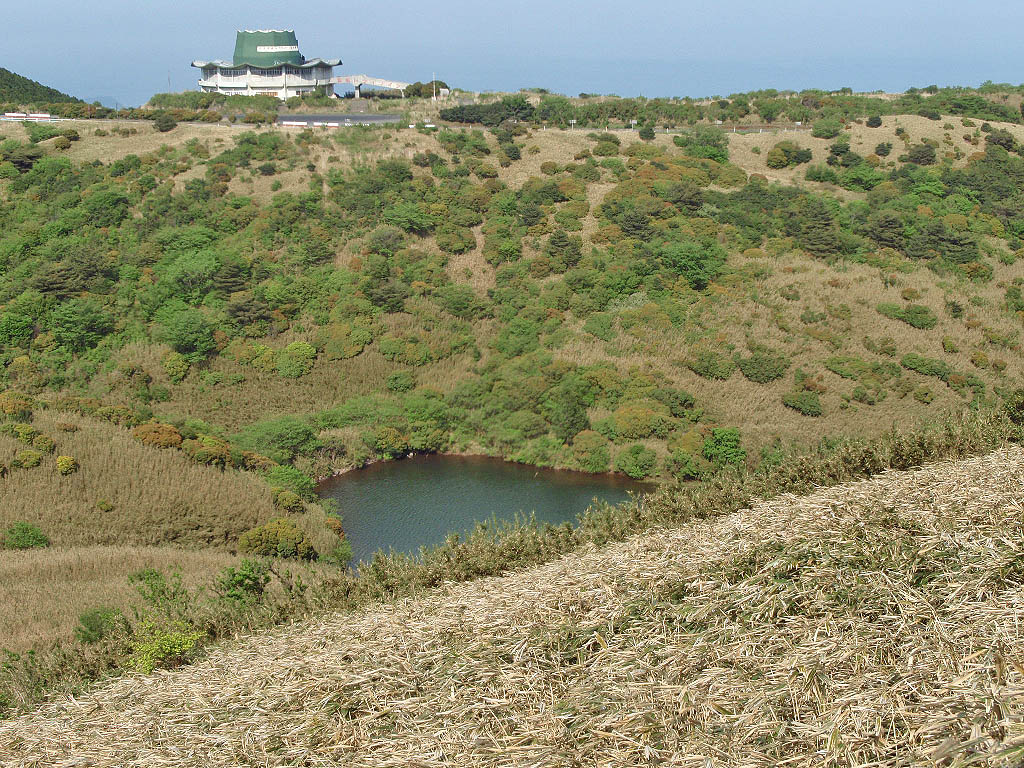
旧玄岳駅と氷ヶ池

熱海高原ロープウェイ（あたみこうげんロープウェイ）は、静岡県熱海市にあった熱海サボテン公園と、そこから西方にある玄岳の山頂付近（標高670m）を結んでいたロープウェイである。熱海サボテン公園ロープウェイ、玄岳ロープウェイなどと呼ばれることもある。

## 歴史
- 1965年（昭和40年）5月 - 着工
- 1967年（昭和42年）10月1日 - 開業
- 1970年（昭和45年）
  - 6月9日 - 運転中止
  - 7月1日 - 運転再開
  - 12月 - 休止

### 開業
地元熱海・伊東で観光物産店を経営していた「みその商店」が、伊豆箱根地区の観光開発ブームに乗り、「熱海高原観光株式会社」を設立した。社員数は約70名。株式の86%はみその商店社長が保有した。
熱海高原観光は、『伊豆スカイラインと熱海を十分で結ぶジェットコース』をキャッチフレーズに、玄岳一帯の観光開発を行った。山麓に3000種のサボテンを集めた「熱海サボテン公園」を作り、山頂には伊豆スカイラインに面した「玄岳ドライブイン」を建設。この二つの拠点をロープウェイで結ぶという観光スポットを構想した。
この事業は1965年（昭和40年）5月に着工。ロープウェイの設計・施工は、安全索道が担当した。運行に使用された121人乗りゴンドラは当時世界最大と言われている。投資額は約13億円。1967年（昭和42年）10月1日に開業にこぎつけた。

### 倒産
ところが、開業からわずか3年足らずの1970年（昭和45年）6月6日、母体であるみその商店が不渡りを出して倒産。同日、熱海銀行協会から取引停止通知を受けた。それに伴い、ロープウェイも同月9日から運行中止となった。
倒産の原因は、ロープウェイに対する巨額な投資が経営を圧迫したのと、社長の放漫経営による業績の悪化であると伝えられた。これを受けて熱海商工会議所では緊急に、債権者に対し、連鎖倒産防止のための相談の場を設けた。みその商店は熱海・伊東地区においては規模が大きく、約200軒の納入業者と取引があり、熱海市内だけでもその債権額は3000万円に達していた。このため、連鎖倒産も大規模になると危惧されたためである。みその商店の負債総額はこの時点で13億5000万円だったといわれる。また同社従業員への賃金も未払いの状況だった。責任者である社長夫妻は同月5日頃より行方をくらませた。

### 運行再開～再び休止
この一連の事件で、熱海高原観光は、熱海・伊東両市の要請のもと、会社更生法の適用を静岡地裁沼津支部に申請した。同時に、熱海市観光課は、債権者に対して営業再開を打診した。その結果、同年7月1日より、債権者の一人である永信物産（東京）の手によって、ロープウェイ運行がサボテン公園の営業とともに再開された。約70人いた従業員は、そのうち47人が債権者との契約により業務を行うこととなった。山頂駅である玄岳ドライブインは、運行再開に先立ち、規模を縮小して営業再開している。
しかしこの運行も長くは続かず、同年12月には再び運行を停止した。

### 果たせなかった再建
休止後も、熱海の観光名所のひとつとしてこれら施設の復活を望む声は大きく、元従業員と市内債権者の協力により、1973年（昭和48年）5月には執行部が発足し、永信物産より業務を引き継いだ。玄岳ドライブインとサボテン公園は同年9月29日より営業を再開した。
ロープウェイについても、点検・整備のうえ、翌年春には営業再開の見込みであった。しかしこれについては実現することなく、結局三度動き出すことはなかった。
その後、ロープウェイの全ての施設は、ゴンドラも含めて1983年（昭和58年）頃まで放置され続けた。2013年（平成25年）現在、ロープウェイの遺構としては、玄岳駅舎がほぼ原形を留めており、内部には、標識や制御盤のほか、滑車も残っている。建物裏側には発着場もあり、ロープウェイが撤去された後も長らく原形を留めていたが、現在はコンクリートで塞がれ、事実上の展望台となっている。一方、麓の熱海側には、タイムトンネルと呼ばれる熱海サボテン公園と山麓駅を結んでいたトンネルがあり、内部には施設の看板やエレベーター設備の残骸が残っている。なお、山麓駅自体や索道を支持する鉄塔、ゴンドラなどは既に撤去済みである。また、2002年（平成14年）には、玄岳駅舎と周辺の山林部が国によって差押えられた。
ロープウェイの運行休止後も玄岳駅舎に併設されていた玄岳ドライブインは営業を続けていたが、2005年（平成17年）に閉業した。翌2006年（平成18年）には地元のNPO法人によって「地球環境＆エネルギー資料館」として再利用されるも、これも2008年（平成20年）11月末に閉鎖され、以来建物は使われなくなり廃墟と化した。2025年（令和7年）現在は、建物は東京都内の不動産管理会社「シルバーウルフグループ」によって管理されており、サバイバルゲームや音楽イベント、映像撮影に向けた貸出しが行われているほか、不定期で見学会も開催されている。

## 路線データ・駅一覧
熱海サボテン公園駅 - 玄岳駅
- 傾斜長：2678m
- 高低差：373.95m
- 走行方式 ：4線交走式
- 支柱数：3
- 定員：121名
- 速度：5m/秒